# ميخائيل هيل (مؤرخ)
ميخائيل هيل (بالإنجليزية: Michael Hill)‏ هو مؤرخ أمريكي، ولد في 1951 في ألاباما في الولايات المتحدة.